# Wolfgang Peuker

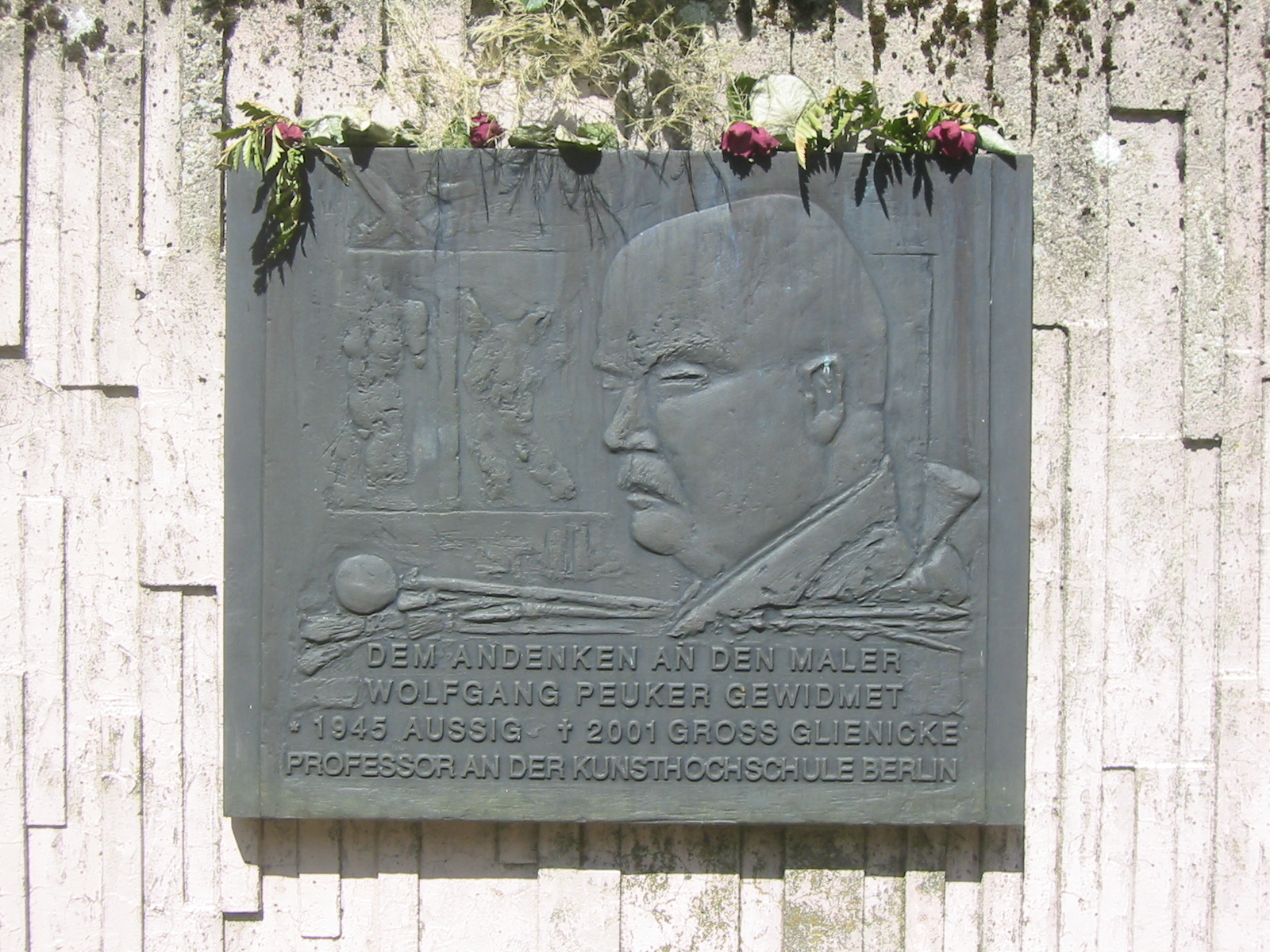
Gedenkplatte für Peuker auf dem Landschaftsfriedhof in Berlin-Gatow

Wolfgang Peuker (* 27. Mai 1945 in Ústí nad Labem, Tschechoslowakei; † 9. Mai 2001 in Groß Glienicke, Landkreis Potsdam-Mittelmark) war ein deutscher Maler und Graphiker der Leipziger Schule.

## Leben
Wolfgang Peukers Familie siedelte 1945 im Zuge der Vertreibung der Deutschen aus der Tschechoslowakei nach Halle (Saale) um. Von 1952 bis 1962 besuchte er dort die Schule. 1957 starb sein Vater. Nach Abschluss seiner schulischen Laufbahn begann Wolfgang Peuker eine Ausbildung zum Offsetdrucker, gleichzeitig besuchte er die Abendakademie der Hochschule für Grafik und Buchkunst Leipzig (HGB). Nach Abschluss seiner Facharbeiterausbildung widmete er sich voll seinem künstlerischen Studium; er studierte unter anderem bei Harry Blume, Werner Tübke, Bernhard Heisig und Wolfgang Mattheuer.
Von 1970 bis 1977 war er als freischaffender Künstler in Leipzig und Zwickau tätig. 1983 trat er an der HGB Leipzig eine Dozentenstelle an, nachdem er schon seit 1977 dort gelehrt hatte. 1984 nahm Peuker an der Biennale Venedig teil. Er zählt zur Leipziger Schule, speziell zur sachlichen Strömung, die durch Tübke, Mattheuer, Arno Rink u. a. repräsentiert wird. Porträtdarstellungen gehörten zu den Hauptthemen im Gesamtschaffen Peukers. „Im Mittelpunkt meiner Arbeit steht die Dialektik der Bewegungen und Veränderungen im Menschen selbst und in seiner Beziehung zur Umwelt.“
Nach mehreren Auftragswerken in Leipzig und einer längeren Österreichreise wurde er 1993 als Professor an die Kunsthochschule Berlin-Weißensee berufen. Zugleich war er bis zu seinem frühen Tod künstlerisch tätig.
Zu seinen akademischen Schülern gehören u. a. Matthias Steier, Luise Wagener und seine letzte Meisterschülerin Sandra Rienäcker.
Er war von 1971 bis 1985 mit der Malerin Annette Krisper verheiratet, die seine Kommilitonin war. 1985 trennte er sich von ihr und heiratete Annette Lunow, geborene Meyer, die unter dem Pseudonym Paula Kress selbst malte. Nach schwerer Erkrankung starb sie im Jahr 1996. 1997 lernte er Erika Donner kennen, die ihn bis zu seinem Tod begleitete.
Die Grabstätte Peukers befindet sich auf dem Landschaftsfriedhof Berlin-Gatow.

## Mitgliedschaften
Bis 1990: Verband Bildender Künstler der DDR, dort u. a. 1978 bis 1989 stellvertretender Vorsitzender des Bezirksverbandes Leipzig und Mitglied des Zentralvorstandes

## Ehrungen
- 1977: Kunstpreis der FDJ
- 1983: Kunstpreis der Stadt Leipzig
- 1984: Kunstpreis der DDR
- 1988: Verdienstmedaille der DDR

## Werke (Auswahl)

### Tafelbilder (Auswahl)
- Bildnis Annette (Öl; 1970/1971; im Bestand der Berliner Nationalgalerie)[2]
- Brigade Hagemeister (Öl; 1971; ausgestellt 1972/1973 auf der VII. Kunstausstellung der DDR)[2]
- Überfall, Variation eines Themas von Rubens (Öl; 1976/1977; ausgestellt 1977/1978 auf der VIII. Kunstausstellung der DDR)[2]
- Sterbendes Idol (Öl; 1977; im Bestand Ludwiggalerie Schloss Oberhausen)[2]
- Trunkener Rufer (Mischtechnik; 1981/1982; ausgestellt 1982/1983 auf der IX. Kunstausstellung der DDR)[2]
- Bildnis meiner Frau (Öl; 1988; im Bestand der Ludwiggalerie Schloss Oberhausen)[2]

### Baugebundene Werke (Auswahl)
- Gemeinsam mit Sighard Gille: Wandgemälde Lied von der Erde im Gewandhaus Leipzig, das allerdings noch vor der Fertigstellung übermalt wurde, weil die lebensgroßen Aktfiguren im Foyer Irritation und Ablehnung hervorriefen. Heute befindet sich dort ein Gemälde Gilles.
- Deckengemälde für den Bachsaal (heute Sommersaal) des Bosehauses in Leipzig, 1985.
- Deckengemälde und zwei Tondi im Schloss Allstedt, 1989.

### Illustrationen (Auswahl)
- Platon: Atlantismythen. Hrsg.: Bernhard Kytzler (mit Reproduktionen von 15 Federzeichnungen; auch als Vorzugsausgabe mit einer Original-Radierung, Auflage 120 Ex.) B. G. Teubner Verlag, Leipzig 1991, ISBN 978-3-322-00790-2.

## Einzelausstellungen (Auswahl)
- 1985/1986: Leipzig, Museum der Bildenden Künste (Malerei und Zeichnungen)
- 1986: Gera, Galerie am Markt („Antlitz der Arbeiterklasse“, Malerei, Grafik; mit Lutz R, Ketscher und Alexandra Müller-Jontschewa)
- 1990: Frankfurt am Main, Kunstkabinett Hanna Bekker vom Rath (Ölbilder und Zeichnungen)
- 1995: Freising, Kunsthaus Dr. Hans Hartl (Retrospektive zum 50. Geburtstag)
- 1997/1998: Frankfurt am Main, Galerie Schwind
- 2002: Berlin, Galerie Brusberg („Berliner Orte“, Bilder aus dem Nachlass)
- 2004: Berlin, Stadtmuseum Berlin („Das Bild als Welttheater, Lebenswelten, Mensch und Mythos“, Malerei und Zeichnungen)
- 2005: Leipzig, Galerie am Sachsenplatz
- 2006: Berlin, Galerie am Savignyplatz
- 2010: Frankfurt am Main, Galerie Schwind (mit Falk Gernegroß)
- 2010: Leipzig, Museum der Bildenden Künste (mit Hubertus Giebe)